# ارسلان زارع
ارسلان زارع (زاده ۱۳۴۶ بوشهر) سیاستمدار و مدیر اجرایی ایرانی است که از آبان ۱۴۰۳ استاندار بوشهر است. وی پیش‌تر استاندار گیلان بوده‌است.

## پیشینه اجرایی
معاونت فرمانداری شهرستان دشتی، فرمانداری شهرستان دیر به مدت ۴ سال و فرمانداری شهرستان دشتستان به مدت ۵ سال از جمله سوابق مدیریت اجرایی و سیاسی ارسلان زارع است. او در زمستان سال ۱۳۹۷ به عنوان معاون سیاسی، امنیتی و اجتماعی استاندار گیلان منصوب شده‌بود.